# Varaville
Varaville (va.ʁa.vilⓘ) es una comuna del departamento de Calvados, en la región de Baja Normandía, en Francia. Su código postal es 14390.
Le debe su nombre a la Batalla de Varaville, peleada en 1057 entre Guillermo el conquistador, duque de Normandía y el rey de Francia.
En aquella época, dos señores, el conde de Anjou y el duque de Normandía tenían una fuerte rivalidad. El rey de Francia apoyaba a uno u otro según la ocasión, para contener el creciente poder de ambos. Después de haber ayudado a Guillermo a recuperar Alençon y Domfront del conde de Anjou, el rey se volvió en contra del duque, realizando incursiones en Normandía. En 1054, el rey se instala en Normandía al norte y al sur usando dor ejércitos. El hermano del rey es derrotado en Mortemer, el segundo ejército que iba como refuerzo fue interceptado y derrotado en Varaville.

## Demografía
| 461 | 511 | 595 | 729 | 826 | 815 |
| Para los censos de 1962 a 1999 la población legal corresponde a la población sin duplicidades (Fuente: INSEE [Consultar]) |     |     |     |     |     |